# Каркити (Рим)
Каркити је насеље у Италији у округу Рим, региону Лацио.
Према процени из 2011. у насељу је живело 2255 становника. Насеље се налази на надморској висини од 385 м.